# 西伯利亞航空778號班機空難
西伯利亞航空778號班機是S7航空一個由俄罗斯首都莫斯科飛往伊爾庫茨克的定期航班。2006年7月9日，一架編號F-OGYP的A310客機飛行此航班，在伊爾庫茨克機場降落時滑出跑道，撞向一群平房後爆炸起火，釀成124人死亡。是涉及A310客機死亡人數第3多的空難。

## 事發經過
2006年7月9日伊爾庫茨克時間（UTC+9）上午7時44分， 該架載有193名乘客及10名機組人員的A310客機飛抵伊爾庫茨克機場，當降落時未能在跑道盡頭煞停，繼續直衝數百米，直至撞向一群平房及混凝土障礙物後爆炸起火。消防員用了2小時把火撲熄。 
空難中有79人生還，包括3名空中服務員，接近60人需送院救治，當中部分傷者受重傷，其餘輕傷的則自行離去，15人更能繼續他們餘下的行程。
俄通社-塔斯社發言人伊琳娜·安德莉亚诺娃表示，飛機是在降落時滑出跑道，且事發時的速度亦相當驚人。同時也指出，機上不少乘客是來自莫斯科，準備前往伊爾庫茨克度假的兒童。除了俄羅斯公民外，機上還有14名其他國籍的旅客。其中2名是波兰籍，他們正取道伊爾庫茨克前往蒙古旅遊，事發時坐在機尾，他們均能及時逃生，其中一人腿部受輕傷；其餘包括3名中國籍、3名白俄罗斯籍、2名德国籍、2名摩尔多瓦籍及2名南韓籍旅客。
俄羅斯交通部长伊·葉·列維京事後接受採訪時表示，當時飛行員向航空交通管制塔人員告知飛機已成功著陸，但電台聯絡卻突然中斷。勒维廷又說，飛機在飛抵伊爾庫茨克機場前，跑道因剛下完雨而變得濕滑。

## 飛機資料
肇事空中巴士A310-324客機於1987年4月3日出廠，製造編號442，配有兩台普惠PW4152發動機，總累積飛行時數超過52,000小時。客機於同年6月交付美國泛美航空，機身登記編號N812PA，於1991年泛美破產後轉售達美航空。在投入西伯利亞航空前，飛機曾被俄羅斯航空租賃營運。

## 調查結果
調查報告於同年9月25日發表。報告指出空難並非由左邊發動機反推力失效引致，而是飛行員在飛機著陸時使用輪胎制動及只開啟右邊發動機反推力，因此飛機未有正常減慢速度，最後以每小時100公里（62英里）的速度撞向建築物群。總括而言，西伯利亞航空778號班機空難，是機組人員犯錯引致的。

## 外部連結
- 調查報告的英文譯本 （英文） - 俄罗斯州际航空委员会
- 西伯利亞航空有關是次空難的新聞稿
- Aviation-Safety.net的事故描述（页面存档备份，存于）
- 客機降落爆炸 俄羅斯空難 124死 2華人失蹤 蘋果日報 2006年7月10日